# Mort d'une ombre
Pour plus de détails, voir Fiche technique et Distribution.
Mort d'une ombre (en néerlandais : Dood van een schaduw) est un court métrage fantastique belge de 2012, écrit et réalisé par Tom Van Avermaet et mettant en vedette Matthias Schoenaerts.
Le film — qui raconte l'histoire d'un soldat défunt qui collecte les ombres de personnes décédées pour avoir une chance de revenir à la vie — a été nommé en 2013 pour l'Oscar du meilleur court métrage en prises de vues réelles.

## Synopsis
Un étrange collectionneur capture l'ombre du soldat Nathan Rijckx, un belge tué lors de la Première Guerre mondiale, et lui offre la chance de revivre s'il capture les ombres de 10 000 autres personnes.
Le soldat Rijckx pense que c'est aisé, qu'il lui suffit de trouver le nom d'un homme ou d'une femme, d'en choisir sa mort et d'en capturer l'ombre lors du passage de la vie à la mort. Il se souvient de Sarah Winters qui l'a aidé juste avant sa mort et de son amour pour elle. Sa mission prend alors un autre sens.
Quand il doit capturer l'ombre de Thomas Belcourt, il remarque que Sarah est amoureuse d'un autre soldat, Daniel Hainaut. Il devient jaloux et se rend alors compte qu'il ne doit plus capturer qu'une seule ombre avant qu'il ne puisse revivre. Comme il est libre de choisir qui il veut, il recherche toutes les personnes qui se nomment Daniel Hainaut jusqu'à ce qu'il trouve le bon, un soldat exécuté par un peloton d'exécution en 1917. Nathan fait son boulot et peut revivre. Il peut choisir n'importe quelle période postérieure à sa mort, mais dès la première heure de sa nouvelle vie, les portes de la collection se refermeront à jamais.
Nathan choisit de revivre juste après la mort de Daniel et espère passer le reste de sa nouvelle vie avec Sarah. Voyant son uniforme, elle suppose que c'est Daniel. Lorsque Nathan se retourne, elle ne le reconnaît pas et devient affolée. Elle s'excuse auprès de Nathan, expliquant que les soldats morts ne reviennent pas à la vie.
Juste avant que les portes de la collection ne se referment, Nathan fait sortir l'ombre de Daniel de la collection, lui permettant de vivre à nouveau. La règle étant « une ombre pour une autre », l'ombre de Nathan prend la place de celle de Daniel.
Quand Sarah meurt de vieillesse, son ombre est placée à côté de celle de Nathan.

## Fiche technique
- Titre original : Dood van een schaduw
- Titre : Mort d'une ombre
- Réalisateur : Tom Van Avermaet
- Scénario : Tom Van Avermaet
- Musique : Raf Keunen
- Photo : Stijn Van der Veken
- Producteur : Ellen De Waele
- Dates de sortie :
  - France 4 juin 2012
  - Belgique 9 octobre 2012
- Durée : 20 minutes
- Pays :  Belgique
- Langue : néerlandais

## Distribution
- Matthias Schoenaerts : Nathan Rijckx
- Laura Verlinden : Sarah Winters
- Peter Van Den Eede (nl) : le collectionneur d'ombres
- Benjamin Ramon : Daniel Hainaut

## Distinctions
Mort d'une ombre a été présenté en 2012 dans onze festivals de six pays, et y a remporté trois trophées, avant d'être nommé pour un Oscar du cinéma au début 2013. Le film est sorti en France le 4 juin 2012 à Paris au festival Le court en dit long.
En septembre 2012, au seizième LA Shorts Fest (en) à Los Angeles, il a remporté le prix Best Of The Fest puis, en octobre, il a remporté le Concours international (Best European Short) de la 57e session du Valladolid International Film Festival en Espagne, ce qui signifie également que le film est nommé pour le Prix du cinéma européen de 2013. Le même mois, lors de la troisième Semaine du cinéma fantastique à Nice, il a remporté le Prix du public.

### Récompenses
- LA Shorts Fest 2012 : Prix Best Of The Fest
- Valladolid International Film Festival 2012 : Best European Short
- Semaine du cinéma fantastique de Nice 2012 : Prix du public
- Festival international du film fantastique de Gérardmer 2013 : grand prix du court métrage

### Nominations et sélections
- Oscars 2013 : Oscar du meilleur court métrage en prises de vues réelles
- Ensors 2013 : Ensor du meilleur court-métrage